# The Spy with a Cold Nose
The Spy with a Cold Nose (bra O Espião de Nariz Frio, ou O Espião do Nariz Frio) é um filme britânico de 1966, dos gêneros comédia e espionagem, dirigido por Daniel Petrie, com roteiro de Ray Galton e Alan Simpson e música de Riz Ortolani.
O filme foi indicado ao prêmio Golden Globe Awards na categoria "Melhor filme estrangeiro em língua inglesa", e Lionel Jeffries foi indicado ao mesmo prêmio na categoria "Melhor Performance em comédia ou musical".

## Sinopse
Uma grande confusão se instala quando um presente doado ao premiê da Rússia — um buldogue com um transmissor cirurgicamente embutido — fica doente.

## Elenco
- Laurence Harvey....... dr. Francis Trevelyan
- Daliah Lavi....... princesa Natasha Romanova
- Lionel Jeffries....... Stanley Farquhar
- Eric Sykes....... Wrigley
- Eric Portman....... embaixador britânico
- Denholm Elliott....... Pond-Jones
- Colin Blakely....... premiê russo
- June Whitfield....... Elsie Farquhar
- Robert Flemyng....... chefe do MI-5
- Bernard Archard....... oficial da inteligência russa
- Robin Bailey....... homem com o Aston Martin
- Genevieve....... recepcionista do clube noturno
- Nai Bonet....... dançarina
- Paul Ford....... general americano
- Michael Trubshawe
- Pickles (cachorro)

## Prêmios e indicações
| Ano  | Prêmio              | Categoria                                    | Indicação       | Resultado | Ref.                |
| ---- | ------------------- | -------------------------------------------- | --------------- | --------- | ------------------- |
| 1967 | Golden Globe Awards | "Melhor filme estrangeiro em língua inglesa" |                 | Indicado  | [carece de fontes?] |
| 1967 | Golden Globe Awards | "Melhor Performance em comédia ou musical"   | Lionel Jeffries | Indicado  | [ 3 ]               |